# Monte Consona
Monte Consona (275 m s.l.m.) è un rilievo siciliano, localizzato in posizione sud-occidentale rispetto alla piana di Bagheria (provincia di Palermo), confinante con il Monte Giancaldo.
Il monte è formato da marne e calcari marnosi.
Il monte è oggi poco identificabile a causa dell'eccessivo sfruttamento dello stesso per l'estrazione di roccia destinata alle costruzioni edili.

## Storia
Sebbene non si abbiano notizie di ritrovamenti archeologici sul monte, è presumibile che lo stesso sia stato abitato già in epoca fenicia, in seguito ai ritrovamenti sul vicinissimo Pizzo Cannita. Era presente, fino alla metà del XX secolo, una scala completamente scavata nella roccia. Gli studiosi suppongono che la scala risalisse al III secolo a.C., e fosse stata costruita dai fenici per collegare rapidamente il centro di Solunto con l'insediamento di Pizzo Cannita e di Monte Porcara. Tale scala era chiamata dai locali Scalidda. La scala è stata completamente distrutta in seguito alle operazioni di estrazioni di roccia sul monte.
Nel 1888 il monte era stato scelto come sede per la costruzione di un osservatorio astronomico; il progetto era stato affidato all'architetto Ernesto Basile, ma per carenza di fondi il nuovo osservatorio non venne mai realizzato.
Il monte, fino a metà del XX secolo, è stato utilizzato come pascolo, zona di caccia ed alcune zone sono state coltivate ad agrumeto ed uliveto; è stato possibile impiantare queste colture attraverso la tecnica del terrazzamento. Dalla metà del novecento fino ai giorni nostri, a seguito della costruzione del vicino svincolo autostradale di Bagheria e quindi con la conseguente favorevole posizione logistica, il monte è stato ampiamente sfruttato per l'estrazione di roccia con numerose cave.

## Territorio
Il monte ricade interamente nel comune di Bagheria.

## Flora
Ben poco rimane della flora originaria, tuttavia è ancor oggi ben rappresentata la tipica macchia mediterranea; in particolare la palma nana, ulivi secolari, carrubbo, alloro, mandorlo.

## Fauna
Sul monte sono ancora presenti il coniglio selvatico, la faina, numerosi rettili tra cui la lucertola siciliana e il biacco. Rara è invece diventata la lepre.
Più abbondante è invece l'avifauna. Sono presenti: la tortora, la gazza ladra, la poiana, il merlo, la pernice, la beccaccia, il tordo, il colombo selvatico, la civetta, il barbagianni, il falco pellegrino e numerosi passeriformi.